# Вулиця Гетьмана Павла Полуботка
Ву́лиця Ге́тьмана Павла́ Полубо́тка — вулиця в Деснянському і Дніпровському районах міста Києва, житловий масив Соцмісто. Пролягає від вулиці Георгія Тороповського до Броварського проспекту. 
Прилучаються провулок Будівельників, вулиці Будівельників, Сергія Набоки, бульвар Івана Котляревського, вулиці Дмитра Багалія, Олександра Лазаревського, Юрія Поправки, Гната Хоткевича, проспект Леоніда Каденюка, вулиці Якова Гніздовського, Катерини Гандзюк, Академіка Кухаря і шляхопровід над Броварським проспектом до вулиць Кіото та Путивльської.

## Історія
Вулиця виникла в середині XX століття під назвою 646-та Нова́. 1953 року перейменована на Попудренка, на честь радянського партійного і державного діяча Миколи Попудренка. 
У 1981 році на честь Миколи Попудренка на вулиці на фасаді будинку № 26/9 встановлено анотаційну художню таблицю (бронза, барельєф; скульптор Олександр Скобліков, архітектор Костянтин Сидоров). 2001 року відкрито пам'ятник Олександру Марзєєву перед будівлею Інституту громадського здоров'я імені О. М. Марзєєва НАМН України.
8 вересня 2022 року депутатами Київради проголосовано рішення про перейменування вулиці на честь гетьмана Війська Запорозького Павла Полуботка

## Установи та заклади
- 50 — Інститут громадського здоров'я імені О. М. Марзєєва НАМН України;
- 52 — ВАТ «Укрпроектбудсервіс»;
- 52 — ПрАТ «Інститут передових технологій»;
- 54 — ДНВП «Картографія», Український державний науково-виробничий інститут зйомок міст та геоінформатики імені Анатолія Шаха.

## Зображення

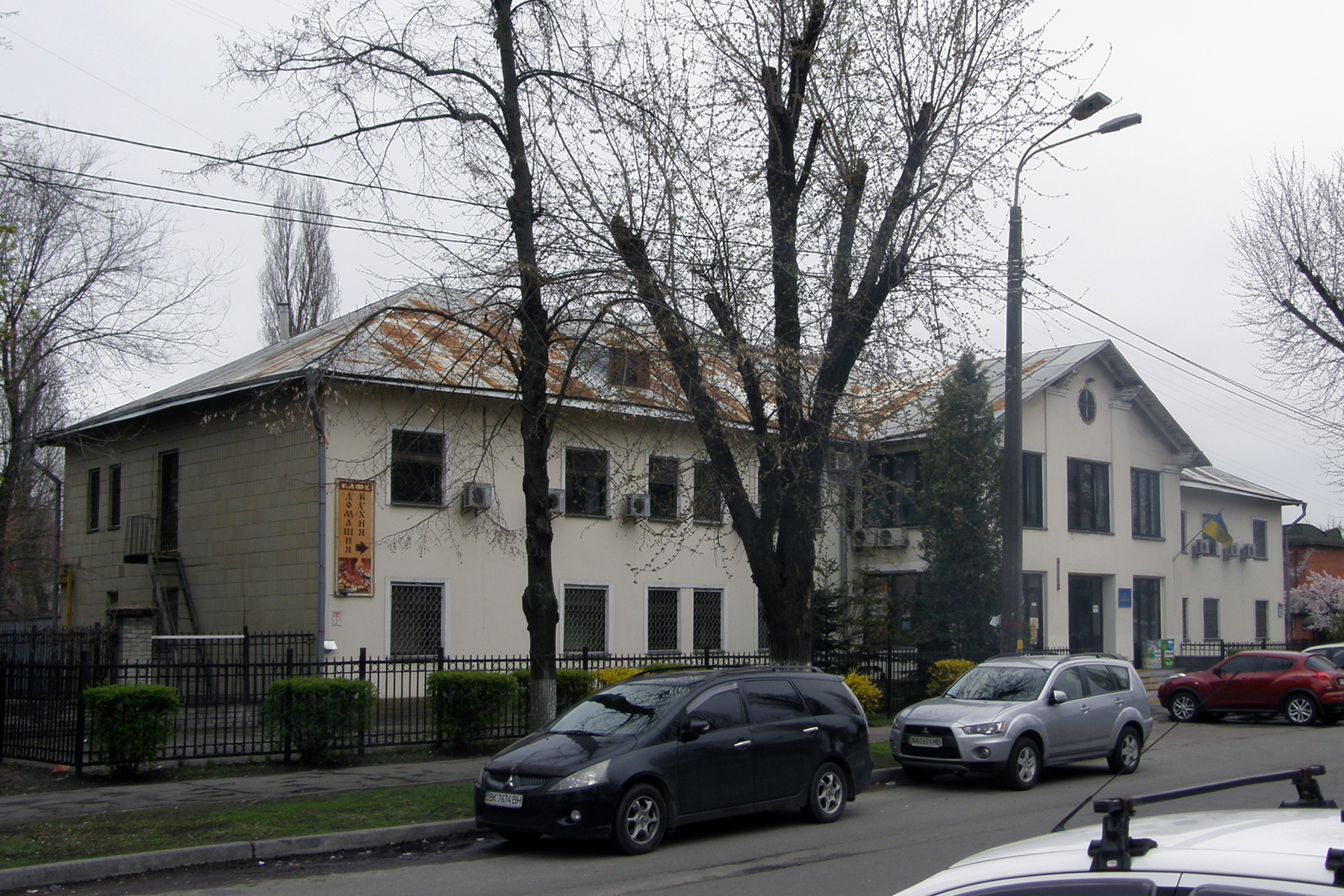
№ 10/1 – колишній гуртожиток типового проєкту 1-207-7
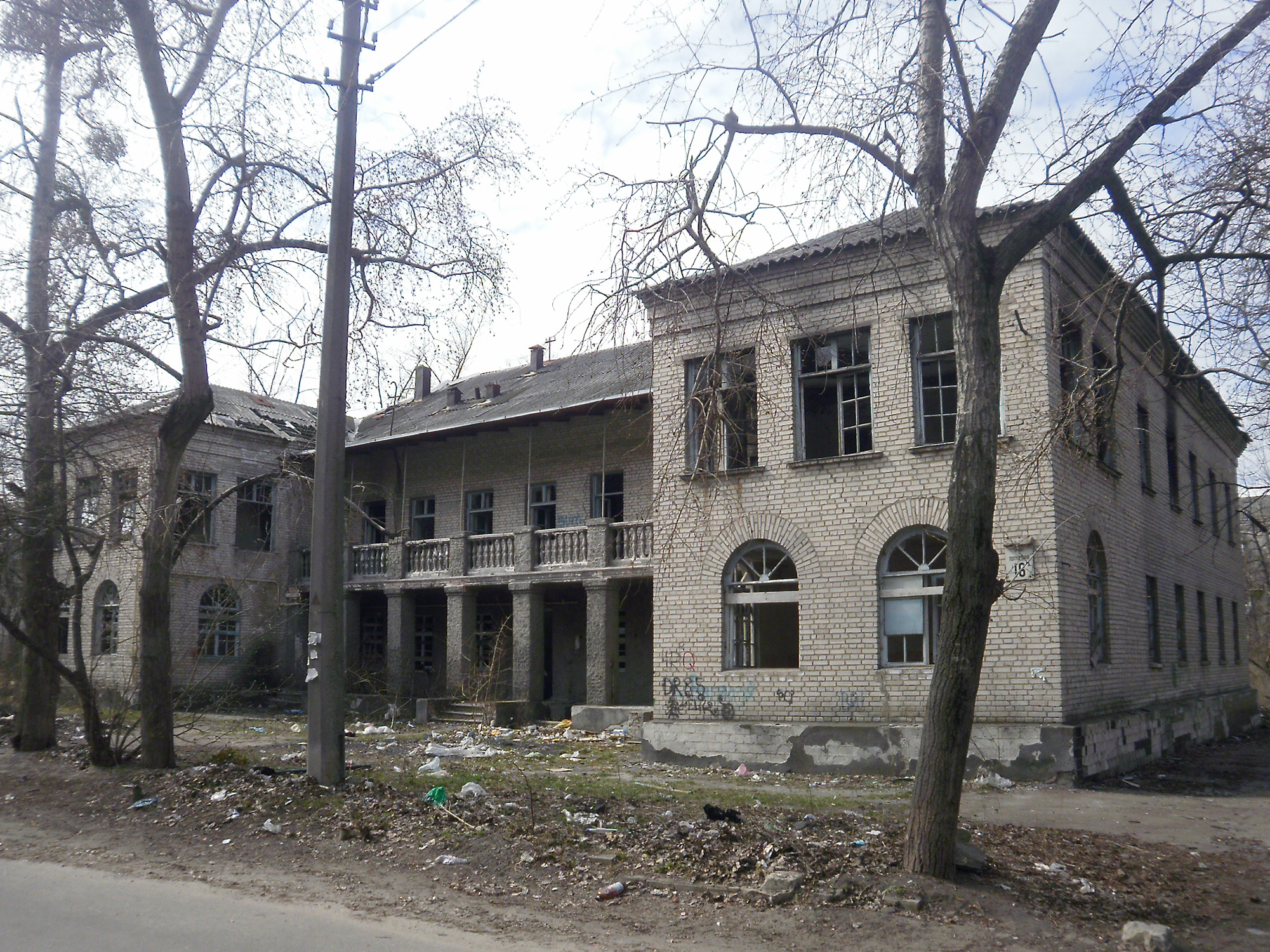
№ 16а – дитячий садок № 216 ВО «Хімволокно», закритий у 2004, типовий проєкт № 779-2
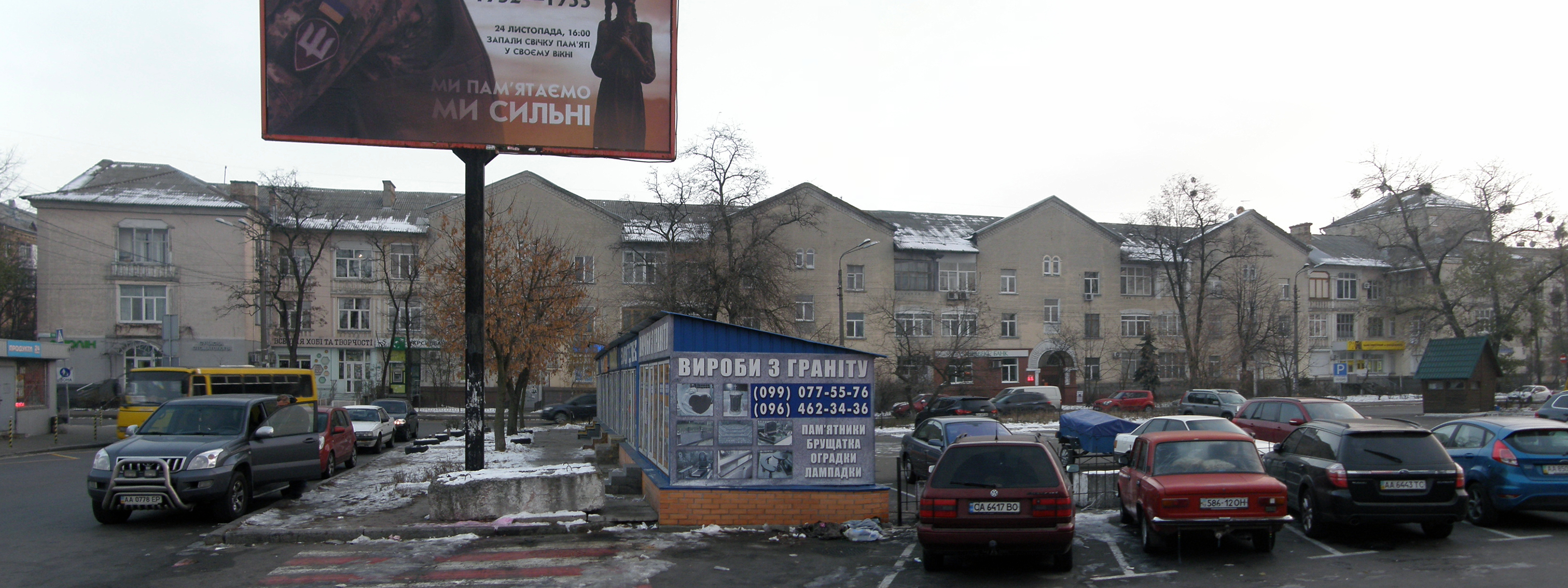
№ 18
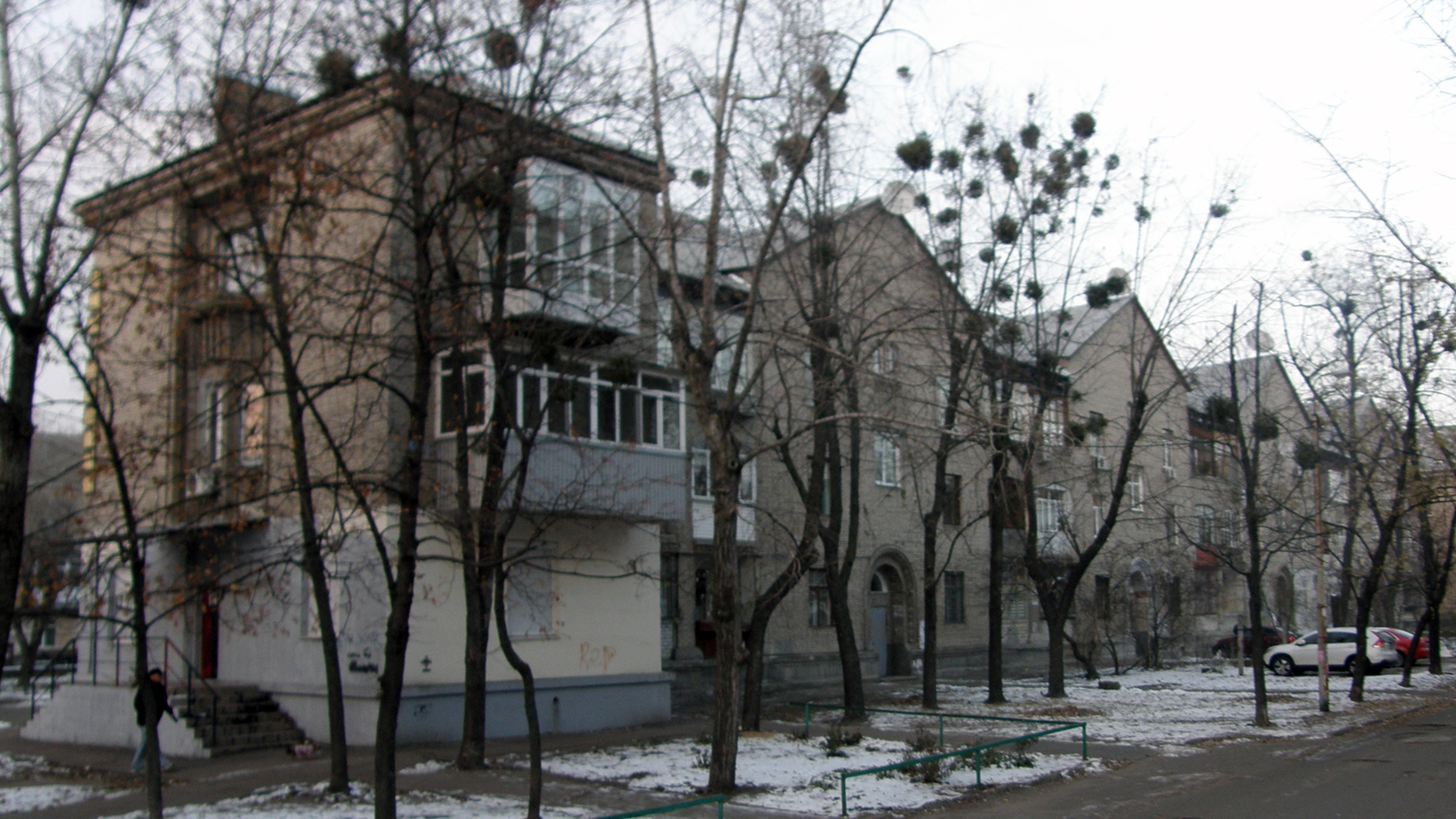
№ 18а
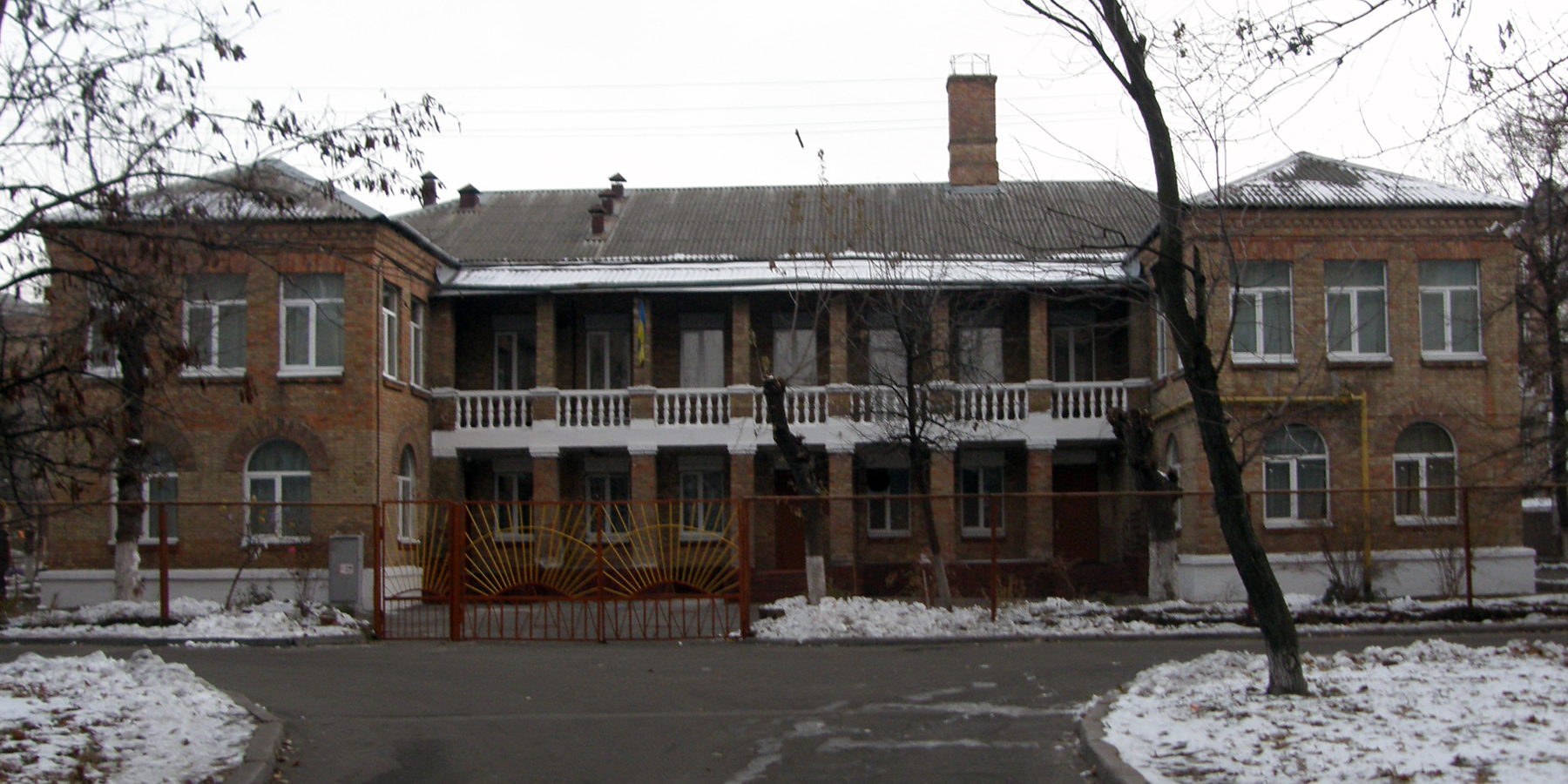
№ 24 — дитячий садок № 184, типовий проєкт № 779-2
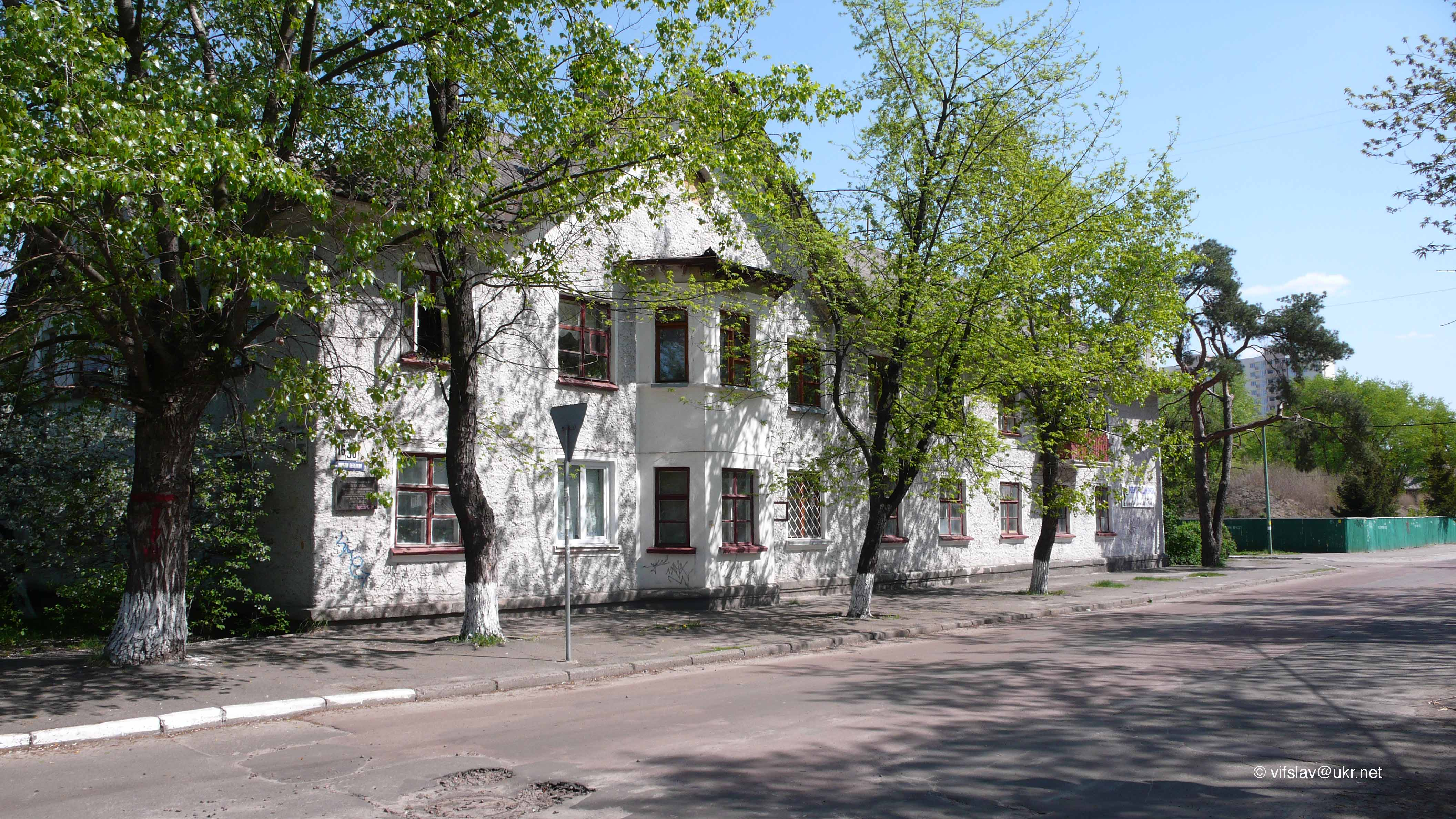
№ 38/16 (пам'ятка архітектури)
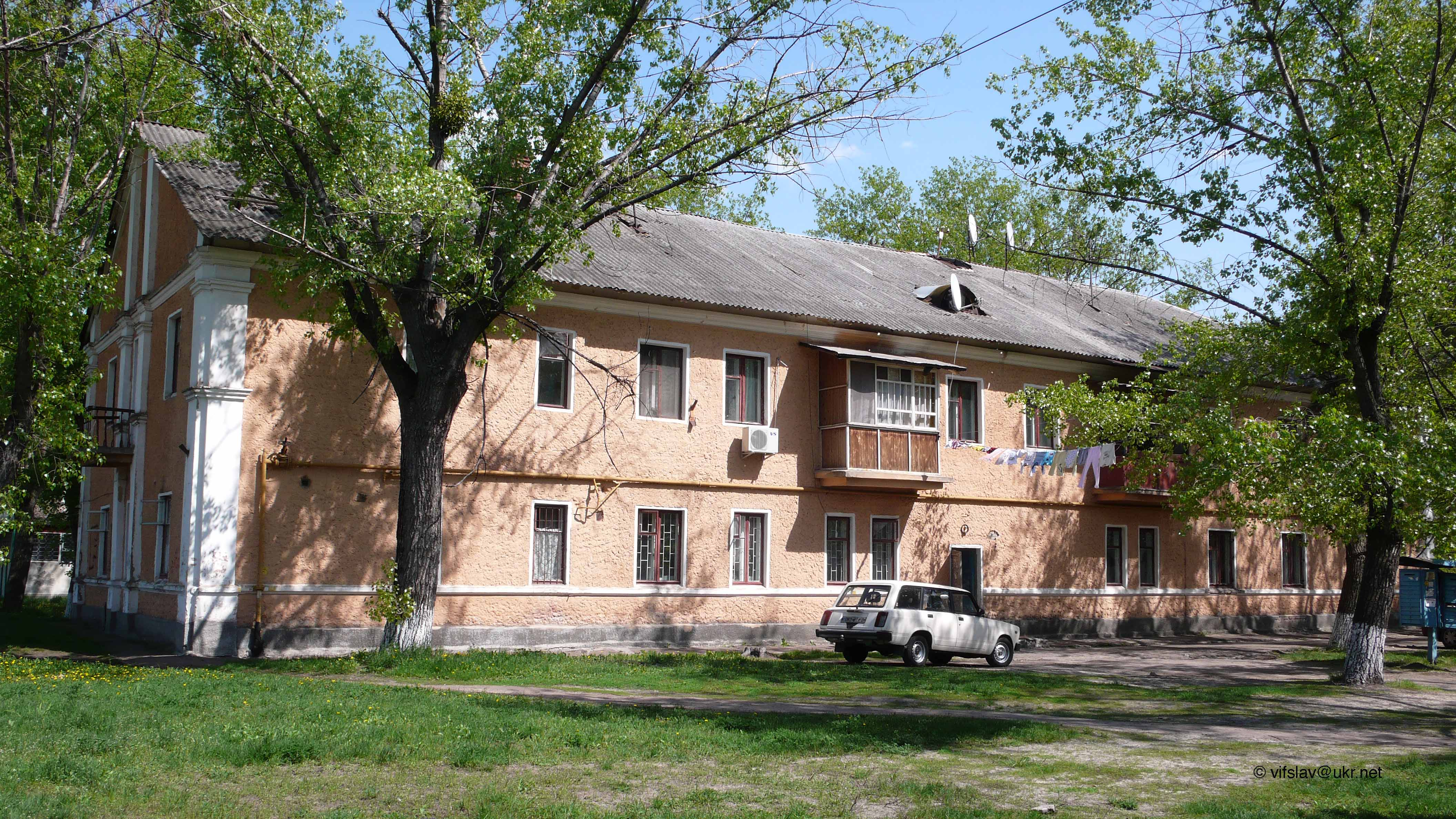
№ 40 (пам'ятка архітектури)
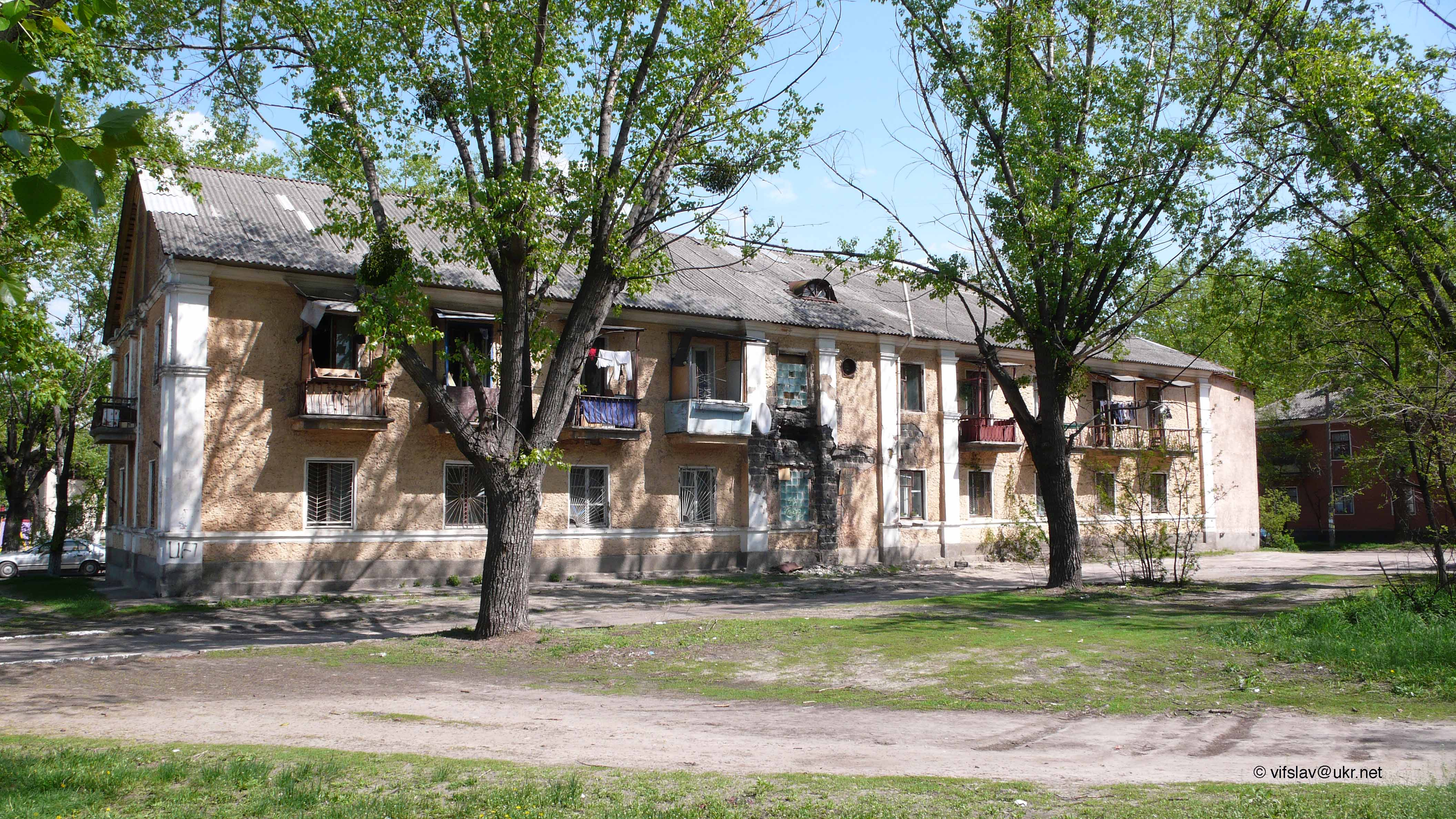
№ 44 (пам'ятка архітектури)
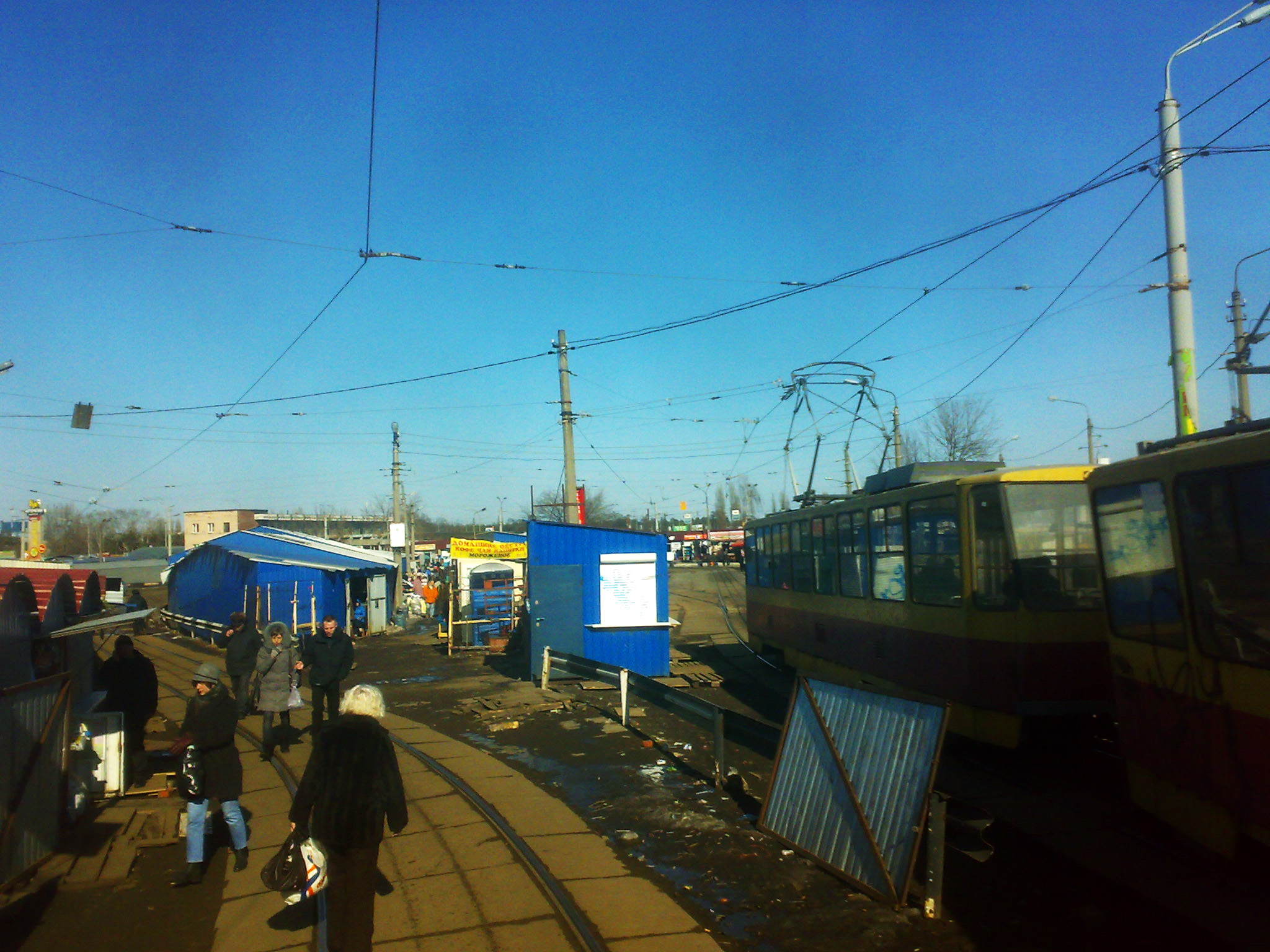
Трамвайна лінія поблизу вулиці